# Эйнгорн, Александр
Александр Эйнгорн (нем. Alexander Einhorn, умер в 1575 г. в Лемго) — лютеранский суперинтендент и пастор Курляндского герцогства, придворный священник герцога Курляндского Готхарда Кетлера, один из составителей уставов лютеранской церкви в герцогстве (1570 г.), которые действовали до 1832 г..

## Жизненный путь
Александр Эйнгорн получил образование в Ростокском университете.
В отчете о ревизии церкви, проведенной после образования Герцогства Курляндии и Семигалии, говорится, что «люди живут во тьме и обмане, многие из них умирают некрещёными». Понимая, что протестантские общины не имели законного статуса и устава, что порождало беспорядок и злоупотребления, герцог распорядился провести визитации всех общин, в ходе которых пасторам надлежало подтвердить способность служить. В качестве первого лютеранского суперинтенданта в Курляндию пригласили пастора Ш. Бюлова из Саксонии. Проехав по стране, Бюлов признал ситуацию плачевной и в 1566 г. покинул Курляндию.
По предложению герцога Готхарда, принявшего лютеранство в 1561 году, в 1567 году Курляндский ландтаг выделил средства на строительство 70 новых лютеранских церквей, а также школ и приютов для бедных при восьми из них.
Назначенный лютеранским суперинтендантом церквей герцогства энергичный Александр Эйнгорн завершил визитацию церквей. Затем вместе с советником герцога Саломоном Хеннингом и канцлером Курляндского герцогства Михаэлем фон Брунновым разработали церковные уставы для упорядочивания работы общин и пасторского служения. Уставы определили порядок назначения пастырей и посещения церкви, содержание служб, церковных обрядов и так далее. Особое внимание было уделено работе в ненемецких (латышских) общинах.
В 1570 г. церковный порядок, разработанный А. Эйнгорном, был утвержден герцогом. В 1572 году его утвердил ландтаг.
Герцог проинструктировал суперинтенданта и специально назначенного священника по надзору за церковью, что не реже одного раза в два года необходимо посещать каждый из храмов, проверять деятельность пасторов и учителей, выслушивать крестьян. «Церковные законы Курляндского герцогства» были впервые опубликованы в Ростоке в 1572 году.
Александр Эйнгорн скончался в 1575 году в Лемго, современная земля Северный Рейн-Вестфалия.
Его внук Пауль Эйнгорн стал придворным пастором герцога Курляндии Якоба Кетлера и суперинтендентом Курляндского герцогства. В 1649 году в Дерпте была издана написанная им первая обстоятельная книга по истории Ливонии «Historia Lettica».

## Труды
- Реформация церкви Герцогства Курляндии и Семигалии (совместно с канцлером Михаэлем фон Брунновым, 1570 г.)
- Законы церкви Курляндского герцогства (Kirchen Ordnung, 1570)